# Stazione di Castelvetro
La stazione di Castelvetro è una stazione ferroviaria a servizio del comune di Castelvetro Piacentino sulle linee Cremona–Fidenza e Piacenza–Cremona, quest'ultima dal 15 dicembre 2013 senza traffico passeggeri.

## Storia

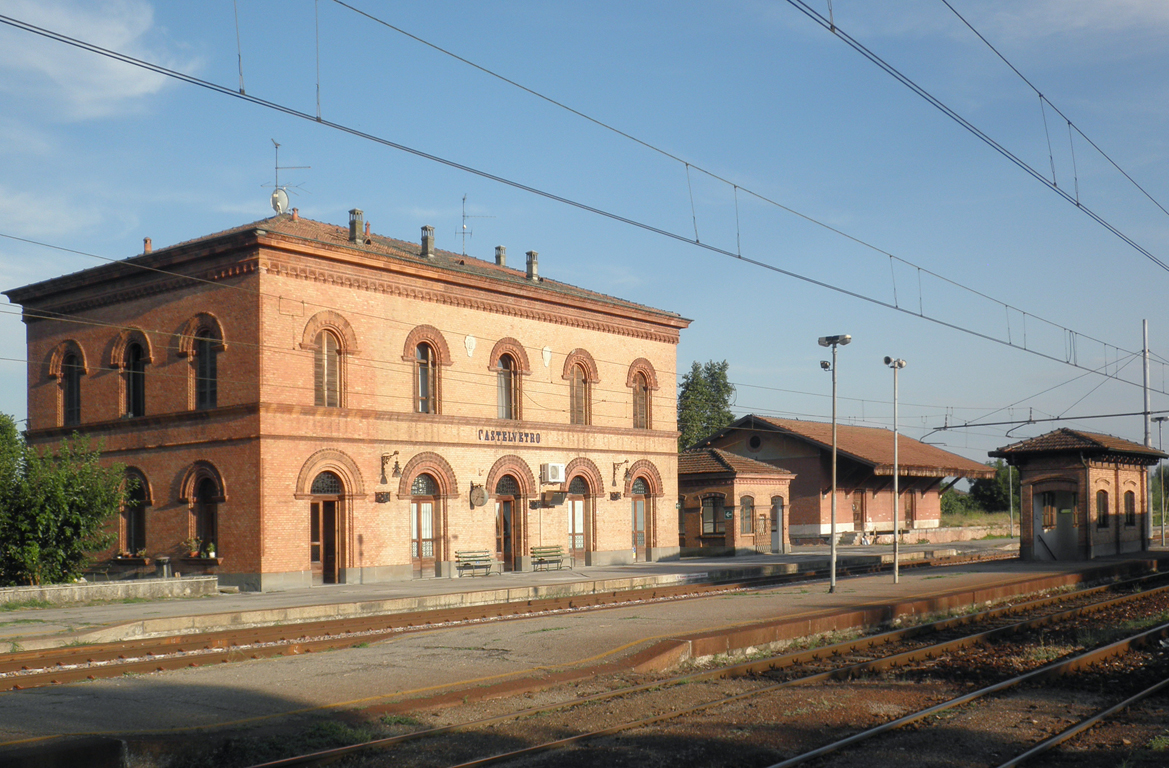
Il piazzale binari

La stazione di Castelvetro venne attivata nel 1906 insieme alla linea Cremona–Fidenza, gestita fino al 1912 dalla SIFT e in tale anno passata alle Ferrovie dello Stato.
Gli impianti vennero completamente ricostruiti all'inizio degli anni trenta, in occasione dell'attivazione della nuova linea per Piacenza che da qui si diramava. Fu così realizzato un nuovo fabbricato viaggiatori in stile neo-romanico, gemello di quello della stazione di Caorso.
In seguito ai bombardamenti della seconda guerra mondiale il fabbricato viaggiatori fu in parte ricostruito.
La trazione elettrica venne attivata il 27 maggio 1979.
L'intera linea è gestita dal 7 aprile 1993 con controllo centralizzato del traffico (CTC) grazie al telecomando degli enti a cura del dirigente centrale operativo (DCO) con sede a Cremona; il primo impianto dotato di apparato centrale elettrico a itinerari (ACEI), attivato nel 1986, fu proprio quello di Castelvetro che tuttavia, non era telecomandabile ed è stato quindi sempre presenziato.
Nel 2000, nell'ambito della riorganizzazione delle Ferrovie dello Stato, tutti gli impianti lungo la linea passarono al neocostituito gestore dell'infrastruttura Rete Ferroviaria Italiana.
Nel 2017, a seguito dell'impossibilità di inserire l'impianto di Castelvetro all'interno del telecomando della linea, sia poiché fin dall'origine la cosa non era prevista, sia per il mutato orientamento del gestore, non più favorevole all'attivazione di apparati elettromeccanici, viene attivato un Apparato Centrale Computerizzato, il quale viene inserito nel telecomando del bacino cremonese, nel frattempo trasferito alla sala CCC di Milano Greco Pirelli.

## Strutture e impianti
La gestione degli impianti è affidata a Rete Ferroviaria Italiana (RFI).
Il fabbricato viaggiatori è una struttura su due livelli in muratura: il primo piano è un'abitazione privata mentre il piano terra ospita i servizi per i viaggiatori come la sala d'attesa e la biglietteria automatica. Nella sala di attesa è presente un affresco rappresentante un sole ed i segni zodiacali. Sempre al piano terra, adiacente all'ingresso ed alla sala d'attesa, vi è l'ufficio del dirigente del movimento: la stazione è normalmente presenziata per regolare il traffico ferroviario, in quanto stazione di diramazione delle linee Cremona–Fidenza e Piacenza–Cremona.
Accanto al fabbricato viaggiatori è presente il fabbricato che ospita i servizi igienici recante la storica indicazione Ritirate.
La stazione disponeva di uno scalo merci con annesso magazzino, il primo in seguito smantellato e ricoperto da asfalto.
Il piazzale si compone di cinque binari ma, nonostante sia una stazione di diramazione, il binario di corretto tracciato è il 4°: a nord (lato Cremona) la linea a binario unico entra in corretto tracciato in tale binario; a sud da tale binario esce in corretto tracciato la linea a binario unico per Piacenza. Sempre a sud, entra invece sul 3º binario la linea a binario unico da Fidenza, per poi confluire, come tutti gli altri binari, in deviata da percorrersi a non più di 60 km/h.
Tutti i binari sono serviti da banchina e collegati fra loro da un sottopassaggio.

## Movimento
Il servizio viaggiatori è costituito da corse regionali svolte da Trenitalia Tper nell'ambito del contratto di servizio con la Regione Emilia-Romagna sulla linea Cremona–Fidenza.
Sull'altra linea, Piacenza–Cremona, dal 15 dicembre 2013 non viene più effettuata alcuna corsa passeggeri; tuttavia vi è comunque traffico merci.
A novembre 2019, la stazione risultava frequentata da un traffico giornaliero medio di circa 93 persone (53 saliti + 40 discesi).

## Servizi
La stazione è classificata da RFI nella categoria bronze.
La stazione dispone di:
- Biglietteria automatica
- Sala d'attesa
- Servizi igienici